# HD 89715
HD 89715，又名CP-64 1248，SAO 250917、HR 4065，是一颗恒星，视星等为5.67，位于銀經287.53，銀緯-6.46，其B1900.0坐标为赤經10h 15m 58.8s，赤緯-64° -6.46′ 28″。